# 1831 en arts plastiques
| Années des arts plastiques : 1828 - 1829 - 1830 - 1831 - 1832 - 1833 - 1834    |
| Décennies des arts plastiques : 1800 - 1810 - 1820 - 1830 - 1840 - 1850 - 1860 |

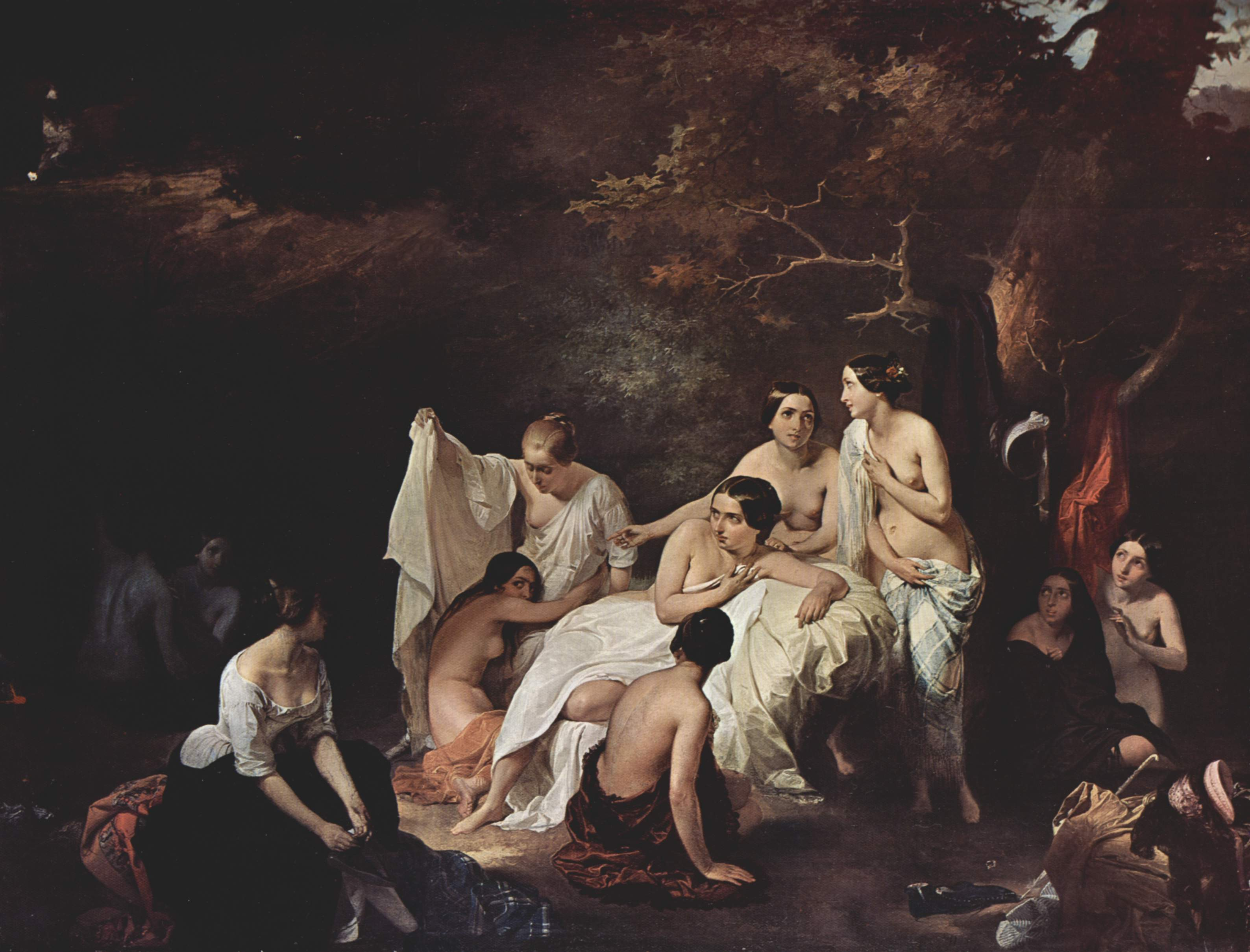
Le bain des nymphes, toile de Francesco Hayez.

Cette page concerne l'année 1831 en arts plastiques.

## Œuvres
- La Grande Vague de Kanagawa, première estampe de la série des Trente-six vues du mont Fuji de Hokusai.
- Le Prométhée polonais, tableau de Horace Vernet.
- La caricature en poire, caricature de Charles Philipon représentant Louis-Philippe Ier.

## Naissances
- 3 janvier : Enrico Gamba, peintre italien († 19 octobre 1883),
- 11 janvier : Charles-Olivier de Penne, peintre et illustrateur français de l'École de Barbizon († 18 avril 1897),
- 26 janvier : Joseph Trévoux, peintre français († 3 janvier 1909),
- 3 février : Louis Rémy Mignot, peintre américain d'origine française († 22 septembre 1870),
- 13 février : Adolphe Piot, peintre français († 13 mai 1910),
- 23 février : Hendrik Willem Mesdag, peintre néerlandais († 10 juillet 1915),
- 28 février : Joseph Soumy, peintre, lithographe et graveur au burin français († 26 juillet 1863),
- 11 mars : Nikolaï Gay, peintre russe († 13 avril 1894),
- 20 mars : Theodor Aman, peintre et graveur roumain d’origine arménienne († 19 août 1891),
- 1er avril : Albert Anker, illustrateur et peintre suisse († 16 juillet 1910),
- 2 avril : Théophile-Narcisse Chauvel, peintre, graveur, lithographe et photographe français († 28 décembre 1909),
- 12 avril : Constantin Meunier, peintre et sculpteur belge († 4 avril 1905),
- 13 mai : Philippe Parrot, peintre français († 14 mai 1894),
- 26 mai : Jules Didier, peintre et lithographe français († 23 avril 1914),
- 7 juin : Eugène Lacheurié, compositeur et peintre français († 21 août 1907),
- 20 août : Amédée Rosier, peintre orientaliste français († 5 novembre 1914),
- 6 octobre : Charles-Étienne Corpet, peintre français († 21 avril 1903),
- 17 octobre : Marius Guindon, peintre et sculpteur français († 11 septembre 1918),
- 22 novembre : Léopold Flameng, peintre, graveur et illustrateur français († 5 septembre 1911),
- 7 décembre : Léon-Charles Flahaut, peintre français († 20 juin 1920),
- 20 décembre : Helen Mabel Trevor, peintre de paysages et de genre d'Irlande du Nord († 3 avril 1900),
- Date précise inconnue :
  - Ferdinando Cicconi, peintre italien († 1886),
  - Gaetano Fasanotti, peintre italien († 7 février 1882).

## Décès
- 2 janvier : Giuseppe Longhi, peintre et graveur italien (° 13 octobre 1766),
- 29 avril : Giuseppe Pietro Bagetti, peintre italien (° 14 avril 1761),
- 24 mai : James Peale, peintre américain (° 1749),
- 13 juillet : James Northcote, peintre britannique (° 22 octobre 1746),
- 27 août : François Dumont, miniaturiste lorrain puis, après 1766, français (° 7 janvier 1751),
- ? :
  - Agostino Cappelli, architecte, sculpteur et peintre italien (° 1751),
  - Nikifore Krylov, peintre russe (° 1802),
  - William Leney, graveur britannique (° 1769).